# EXIST
『EXIST』（イグジスト）は、 2021年4月21日に発売されたRAISE A SUILENのシングルである。
タイトル曲である「EXIST」は、ブシロード・日本テレビ・タツノコプロなどによるメディアミックス作品『擾乱 THE PRINCESS OF SNOW AND BLOOD』のオープニングテーマに使用。
C/W曲「Embrace of light」は、同番組のエンディングテーマに使用。
3曲目の「OUTSIDER RODEO」は、ゲーム『バンドリ! ガールズバンドパーティ!』で2021年2月に実装されている。

## 作品背景
タイアップ曲である「EXIST」と「Embrace of light」は、いずれも和風のテイストの入った楽曲であり、その性格についてボーカルのRaychellは光と影であるとアキバ総研の中里キリとのインタビューの中で説明している。
キーボードの倉知玲鳳は、リスアニ!WEBの北野創とのインタビューの中で、「EXIST」のデモ音源のファイルを受領した際に間違いだと思って一度確認してしまったと話しており、再び聞いた際はおどろおどろしさに驚いたと話している。
倉知は元々和風の楽曲を好んでおり、曲調も彼女の価値観に合っていたものの、デモ音源の仮歌はバンドのボーカルであるRaychellとは別人だったため、どのようにしてバンドと合致するのか想像がつかなかったとも話している。
Raychellは作曲者の上松範康から話を聞いていたものの、デモ音源を聞いた際に倉知と同様の反応を見せたと北野とのインタビューの中で振り返っている。
Raychellによると、メンバーの夏芽と紡木吏佐もその場におり、特に紡木は怖さのあまり途中で聞くのをやめたとされている。その後、Raychellは収録にあたり、生バンドの演奏とRASらしいデジタル音が入ったサウンドを聞いてイメージがわいたと北野とのインタビューの中で話している。
Raychellは収録中に「もうちょっと恨んでみましょう」や「人を殺すような気持ちで」といったディレクションがあったと明らかにしている。
Raychellの後に収録に臨んだ倉知も、Raychellの歌を聴いて新しいバンドの可能性を感じたと納得している。倉知はこの時の気持ちについて、「今までのRASとはちょっと違う系統ではあるけど、軸からは外れていない楽曲なんだなと思って。」と振り返っている。

## 音楽性
音楽面においても、「EXIST」では新たな挑戦が複数盛り込まれている。
倉知は、従来のRASのキーボードははっきりした音であるのに対し、「EXIST」ではゆがんだような音が使われていると北野とのインタビューの中で話している。
倉知によると、ピアノにはきれいな音色問われたような音色の2種類、シンセサイザの音色は2種類、合計で4種類の音色がキーボードに割り当てられているとされている。音色の数自体は平均的だが、曲全体にはキーボードの音が入っており、ピアノとシンセの音が素早く切り替わる場面もある。
インタビューアーの北野も「たしかに今までの楽曲はもっと色んな音を重ねた分厚いサウンドが主でしたが、この曲はいい意味で隙間を感じさせますね。」と指摘しており、倉知は1つ1つの音色が他の曲よりもはっきり浮かんで聞こえると話している。
ボーカルでこぶしを入れるというアイデアはRaychellによるものであり、Raychell本人はPastel*Palettes等、バンドリプロジェクト内の他ユニットの楽曲を歌っているときとのどの使い方が似ていると北野とのインタビューの中で話している。

## 歌詞
「EXIST」の歌詞には、「お前じゃない」や「何人たりとも邪魔はさせない 唯一の人生を」など、従来のRASでは使わないような言葉が使われている。
Raychellはこれについて、「[前略]三森（すずこ）さん演じる主人公の雪村（咲羽）の生き様そのものというか、雪（雪村咲羽）、花（花風エレーナ）、月（月城真琴）、仁（葛原 仁）、浅陽（中村浅陽）という主な登場人物たちの気持ちや、作品で描かれている時代の命の重さみたいなものが、歌詞の言葉選びに出ていると思います。」と推測しており、歌詞を意識しながら番組を見ると納得できるだろうとしている。

## 収録曲
CD（通常版・生産限定盤共通）
1. EXIST
2. Embrace of light
3. OUTSIDER RODEO
4. EXIST -instrumental-
5. Embrace of light -instrumental-
6. OUTSIDER RODEO -instrumental-

Blu-ray（生産限定盤のみ）
- THE CREATION～We are RAISE A SUILEN～